# Ninville
Ninville (1793 bis 1800 mit der Schreibweise Nainville) ist eine französische Gemeinde mit 59 Einwohnern (Stand: 1. Januar 2022) im Département Haute-Marne in der Region Grand Est (bis 2015 Champagne-Ardenne). Sie gehört zum Arrondissement Chaumont und zum Gemeindeverband Communauté d’agglomération de Chaumont. Die Bewohner werden Ninvillois und Ninvilloises genannt.

## Geografie
Die Gemeinde Ninville liegt in der Landschaft Bassigny nördlich des Plateaus von Langres, 20 Kilometer östlich von Chaumont und etwa 47 Kilometer südwestlich von Vittel. Das 9,03 km² umfassende Gemeindegebiet zeigt eine Mischung aus Feldern, Wiesen und kleineren Waldstücken. Größere Waldflächen finden sich im Nordosten (Bois du Roulet) und im Süden (Bois de la Pommeraie). Die beiden Bäche Ruisseau de la Folle und Ruisseau des Étiquets vereinigen dich im Dorf Ninville zum Flüsschen Val d’Orsoy, das wenige Kilometer weiter nordwestlich in den Rognon mündet. Den höchsten Punkt in der Gemeinde bildet der 456 m hohe Hügel Mont de Formont im Südosten. Umgeben wird Ninville von den Nachbargemeinden Cuves im Norden, Buxières-lès-Clefmont im Nordosten, Noyers m Osten, Rangecourt im Südosten, Is-en-Bassigny im Süden, Nogent im Westen sowie Mennouveaux im Nordwesten.

## Bevölkerungsentwicklung
| Jahr      | 1962 | 1968 | 1975 | 1982 | 1990 | 1999 | 2006 | 2014 | 2021 |
| Einwohner | 145  | 138  | 128  | 121  | 114  | 81   | 72   | 82   | 62   |

Im Jahr 1861 wurde mit 329 Bewohnern die bisher höchste Einwohnerzahl ermittelt. Die Zahlen basieren auf den Daten von cassini.ehess und INSEE.

## Sehenswürdigkeiten
- Kirche Saint-Martin, 1772 fertiggestellt, mit einem unter Denkmalschutz stehenden Altarbild; im Inneren der Kirche zwei Grabsteine aus den Jahren 1559 und 1574[4]
- Grabkapelle  der Familie Coquillard auf dem Friedhof

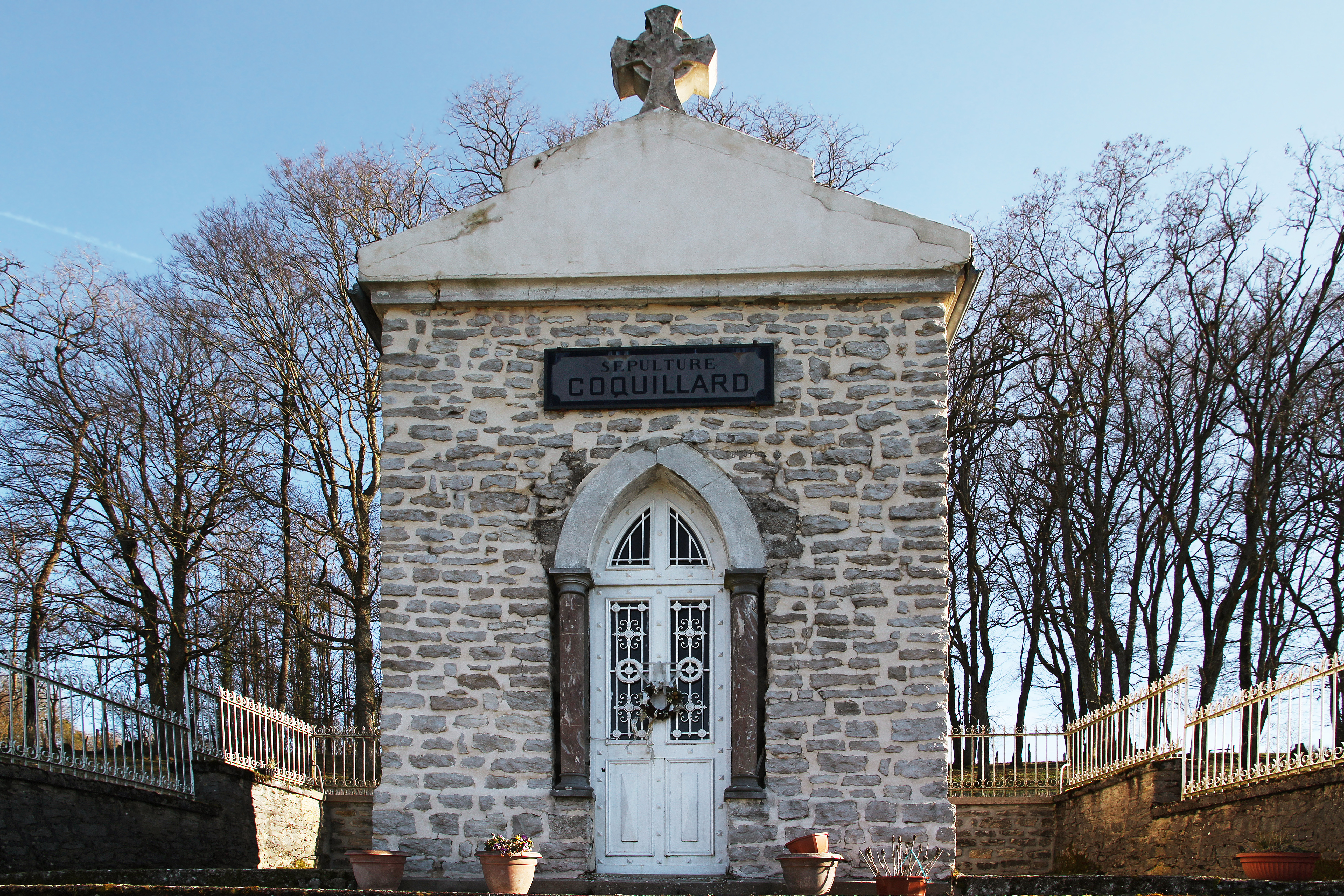
Grabkapelle

- Flurkreuz
- Lavoir

## Wirtschaft und Infrastruktur
In der Gemeinde Ninville sind zehn Landwirtschaftsbetriebe ansässig (Getreideanbau, Schaf,- Ziegen- und Rinderzucht).
Ninville liegt abseits der überregional wichtigen Verkehrsströme. Sie ist durch Nebenstraßen mit ihren Nachbargemeinden verbunden. Zwölf Kilometer südöstlich besteht in der Gemeinde Val-de-Meuse ein Anschluss an die Autoroute A 31 von Nancy nach Dijon. Der Bahnhof in der elf Kilometer östlich gelegenen Gemeinde Merrey liegt an den Bahnstrecken Culmont-Chalindrey–Toul und Merrey–Hymont-Mattaincourt.

## Belege
1. ↑  Ninville, auf cassini.ehess.fr (französisch)
2. ↑  Ninville auf cassini.ehess
3. ↑  Ninville auf INSEE
4. ↑  Ninville auf der Präsentation des Gemeindeverbandes (französisch)
5. ↑  Landwirtschaftsbetriebe auf annuaire-mairie.fr (französisch)